# Proasellus boui
Proasellus boui és una espècie de crustaci isòpode pertanyent a la família dels asèl·lids.

## Distribució geogràfica
Es troba a Europa: conca del riu Gard (el Llenguadoc-Rosselló, França).